# Þórshöfn

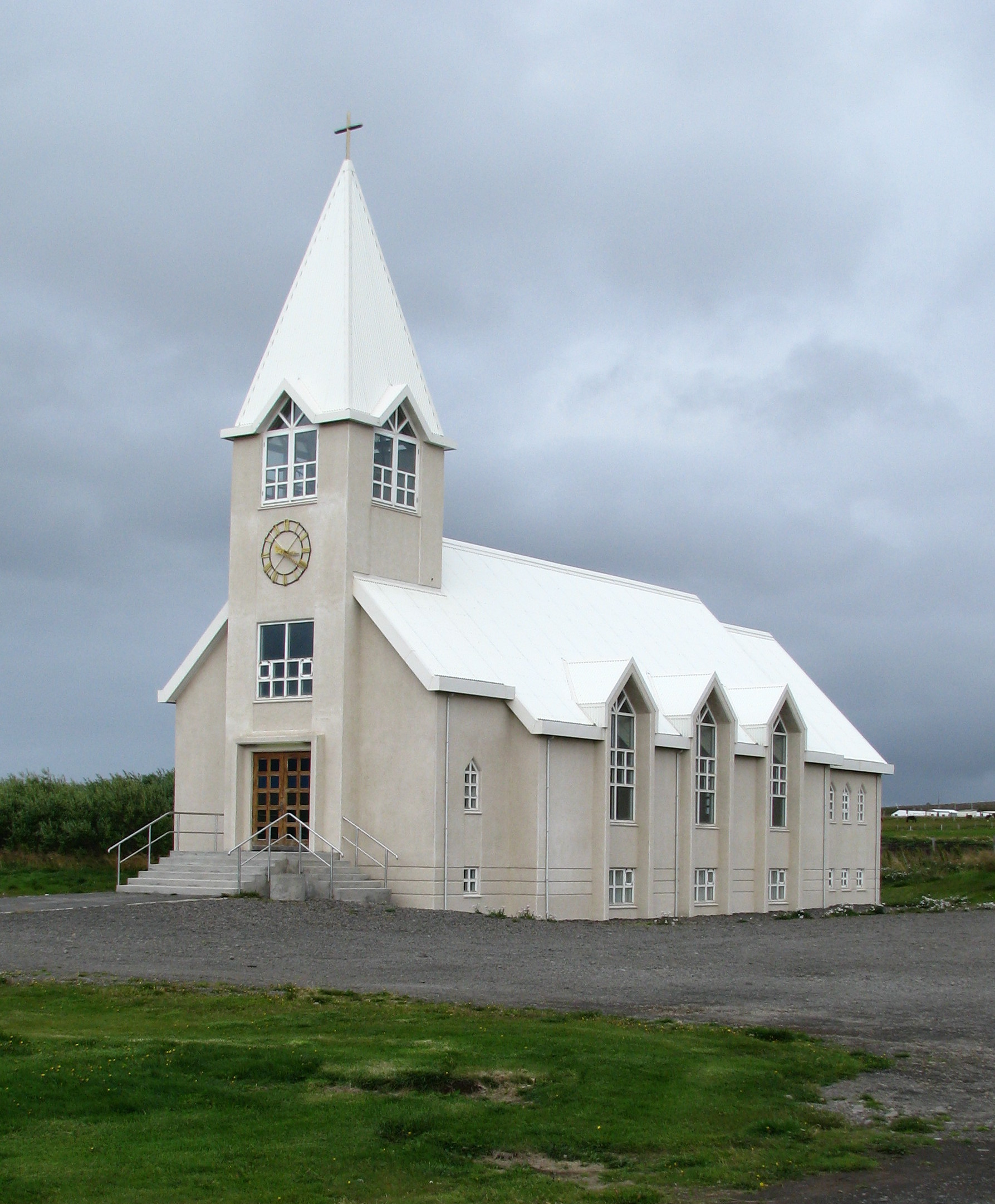
Iglesia de Þórshöfn: Þórshafnarkirkja

Þórshöfn es una aldea de pescadores en Islandia nororiental. 

## Geografía y territorio
Se encuentra en la zona norte de la península  de Langanes, en la bahía Þistilfjörður, en norte de la región Norðurland Eystra. 
Tiene una población de 380 habitantes. Es el centro administritivo de su municipio, Langanesbyggð, y también alberga el del vecino Svalbarðshreppur.
Cuenta con el Aeropuerto de Þórshöfn, con una pista de asfalto de 1.199 metros. Hay vuelos directos a Akureyri y a Vopnafjörður con Norlandair.

## Cultura
La iglesia protestante Þórshafnarkirkja fue construida en el centro de Þórshöfn entre 1993 y 1999. Cuenta con 160 asientos y fue inaugurada el 22 de agosto de 1999 por el obispo Karl Sigurbjörnsson.
Originalmente no había ninguna iglesia en el centro de Þórshöfn. Sauðanes, sin embargo, una pequeña aldea ubicada siete quilómetros al norte de Þórshöfn, cuenta con una iglesia (Sauðaneskirkja) construida en 1889 y con una casa parroquial (Sauðaneshús) construida en 1879. La puerta de la iglesia se compone de madera arrojada a la costa y el tríptico del altar fue creado en 1742. El púlpito es también del siglo XVIII. La casa parroquial renovada entre 1991 y 2003 abriga un museo.

## Infraestructura
Servicios que se pueden encontrar en Þórshöfn son varios hostales, un restaurante, una piscina pública y un lugar para acampar. Además Þórshöfn cuenta con un centro de salud, una escuela general básica, una biblioteca, un centro de deportes, una tienda, un banco, un taller de reparaciones y una gasolinera.